# Jossgrund

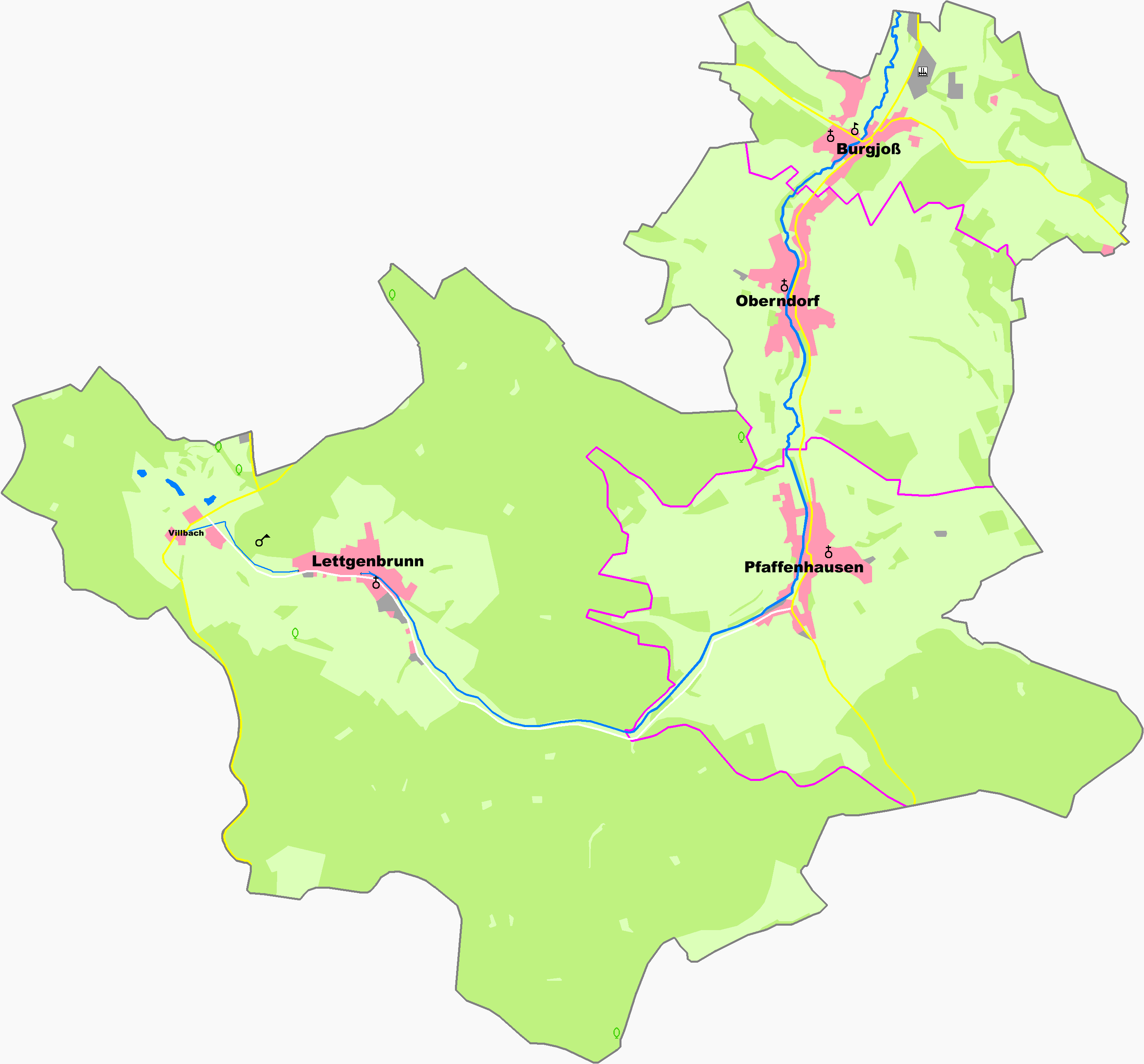
Gemeindegebiet mit Ortsteilen

Jossgrund ist eine Gemeinde im hessischen Main-Kinzig-Kreis im Spessart. Sie besteht aus den vier Ortsteilen Burgjoß, Oberndorf, Pfaffenhausen und Lettgenbrunn mit dem Weiler Villbach. 

## Geografie

### Geografische Lage
Die Gemeinde liegt mit allen ihren Ortsteilen am Oberlauf des Flüsschens Jossa im hessischen Spessart, an der Grenze zum bayerischen Landkreis Main-Spessart. Die nächstgelegene Stadt ist Bad Orb, 8 bis 15 Kilometer von den Ortsteilen entfernt. Der topographisch höchste Punkt der Gemeindegemarkung befindet sich mit etwa 540 m ü. NN am Gipfel des Langen Berges.

### Nachbargemeinden
Jossgrund grenzt im Norden an die Stadt Bad Orb, an das gemeindefreie Gebiet Gutsbezirk Spessart und die Stadt Bad Soden-Salmünster, im Osten an das gemeindefreie, bayerische Gebiet Burgjoß (Landkreis Main-Spessart) und die Gemeinde Aura im Sinngrund, im Süden an die Gemeinde Flörsbachtal sowie im Westen an die Gemeinde Biebergemünd.
| Stadt Bad Orb         | Gutsbezirk Spessart (gemeindefreies Gebiet) | Stadt Bad Soden-Salmünster                            |
| Gemeinde Biebergemünd | Kompassrose, die auf Nachbargemeinden zeigt | Burgjoß (gemeindefrei) und Gemeinde Aura im Sinngrund |
|                       | Gemeinde Flörsbachtal                       |                                                       |

### Gemeindegliederung
Die Gemeinde Jossgrund besteht aus den bis zum 31. Dezember 1971 selbständigen Gemeinden Burgjoß, Oberndorf (heute Sitz der Gemeindeverwaltung) und Pfaffenhausen und der am 1. Juli 1974 per Gesetz hinzugefügten Gemeinde Lettgenbrunn, mit dem Weiler Villbach.

## Geschichte

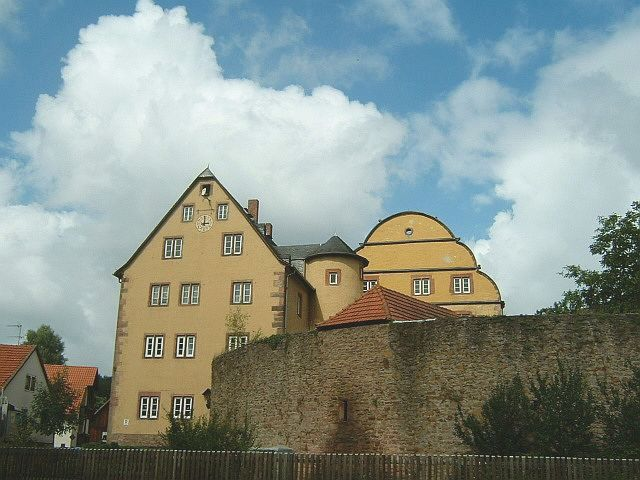
Die Wasserburg von Burgjoß datiert aus dem Jahre 1572.

### Mittelalter
Burgjoß, der älteste der Ortsteile, wurde im Jahre 850 erstmals urkundlich erwähnt, Pfaffenhausen 1059, Lettgenbrunn 1313 und Oberndorf 1346. Ab 1450 gehörte die Gegend zum Kurfürstentum Mainz.

### Neuzeit
Nach dem Reichsdeputationshauptschluss von 1803 wurden die rechtsrheinischen Gebiete des Kurfürstentums Mainz dem neu geschaffenen Fürstentum Aschaffenburg zugeschlagen, das wiederum 1810 an das Großherzogtum Frankfurt fiel. Durch den, nach der Völkerschlacht bei Leipzig geschlossenen Pariser Frieden von 1814 kam die Gegend an das Königreich Bayern und gehörte dort zum Bezirk Orb und ab 1862 zum Bezirksamt Gemünden am Main.
Durch die Niederlage im Deutschen Krieg 1866 verlor Bayern den Bezirk Orb (ohne Aura) an Preußen, das es in den Landkreis Gelnhausen seiner Provinz Hessen-Nassau eingliederte. Nach dem Zweiten Weltkrieg lösten die Besatzungsmächte Preußen auf. Die amerikanisch besetzten Gebiete Hessen-Nassaus wurden dem neuen Land Hessen zugeordnet.

#### Waldarbeitersiedlungen
Spürbare Ortsvergrößerungen und einen deutlichen Entwicklungsschub gaben den Jossgrundgemeinden Burgjoß, Pfaffenhausen und Oberndorf die ab 1938 bis nach 1945 geschaffenen Waldarbeitersiedlungen. Ein staatlich gefördertes Siedlungsprogramm, sollte „der Sesshaftmachung von Arbeitnehmer in der Nähe ihres Arbeitsplatzes, der Linderung der Wohnungsnot …“ dienen. Gleichzeitig sollte es landwirtschaftlichen Nebenerwerb ermöglichen. Daher kamen zu den Siedlungshäusern für jede Familie noch: 1 Stall, 1 Scheune, 1 Garten und eine kleine Ackerfläche hinzu.
Die Maßnahme brachte Burgjoß, wo im Jahr 1939 nur 60 Häuser standen, einen einmaligen Zuwachs von 10 Familien mit 23 Kindern, im kleineren Pfaffenhausen waren es 4 Familien und in Oberndorf, das kriegsbedingt etwas später folgte, nochmal 7 Familien mit 23 Kindern.

#### Gebietsreform
Im Rahmen der Gebietsreform in Hessen wurden am 1. Juli 1974 die Landkreise Gelnhausen, Hanau und Schlüchtern mit der Stadt Hanau zum Main-Kinzig-Kreis zusammengeschlossen. Gleichzeitig erfolgte die Gründung der Gemeinde Jossgrund durch Zusammenschluss der Gemeinden Lettgenbrunn mit dem Weiler Villbach und Jossatal, das wiederum aus den Ortsteilen Burgjoß, Oberndorf und Pfaffenhausen bestand. Als Verwaltungssitz wurde der Ortsteil Oberndorf festgelegt. Ortsbezirke wurden nicht gebildet.

## Politik

### Gemeindevertretung
Die Kommunalwahl am 14. März 2021 lieferte folgendes vorläufiges Ergebnis, in Vergleich gesetzt zu früheren Kommunalwahlen:
| Sitzverteilung in der Gemeindevertretung 2021Insgesamt 23 Sitze - SPD: 5 - CDU: 6 - FWG: 12 | Parteien und Wählergemeinschaften | Parteien und Wählergemeinschaften           | % 2021 | Sitze 2021 | % 2016 | Sitze 2016 | % 2011 | Sitze 2011 | % 2006 | Sitze 2006 | % 2001 | Sitze 2001 |
| Sitzverteilung in der Gemeindevertretung 2021Insgesamt 23 Sitze - SPD: 5 - CDU: 6 - FWG: 12 | FWG                               | Freie Wählergemeinschaft Jossgrund          | 52,8   | 12         | 55,5   | 13         | 46,1   | 11         | 44,7   | 10         | 40,2   | 9          |
| Sitzverteilung in der Gemeindevertretung 2021Insgesamt 23 Sitze - SPD: 5 - CDU: 6 - FWG: 12 | CDU                               | Christlich Demokratische Union Deutschlands | 25,7   | 6          | 27,8   | 6          | 38,4   | 9          | 39,0   | 9          | 47,0   | 11         |
| Sitzverteilung in der Gemeindevertretung 2021Insgesamt 23 Sitze - SPD: 5 - CDU: 6 - FWG: 12 | SPD                               | Sozialdemokratische Partei Deutschlands     | 21,5   | 5          | 16,7   | 4          | 15,4   | 3          | 16,3   | 4          | 12,7   | 3          |
| Sitzverteilung in der Gemeindevertretung 2021Insgesamt 23 Sitze - SPD: 5 - CDU: 6 - FWG: 12 | gesamt                            | gesamt                                      | 100,0  | 23         | 100,0  | 23         | 100,0  | 23         | 100,0  | 23         | 100,0  | 23         |
| Sitzverteilung in der Gemeindevertretung 2021Insgesamt 23 Sitze - SPD: 5 - CDU: 6 - FWG: 12 | Wahlbeteiligung in %              | Wahlbeteiligung in %                        | 64,2   | 64,2       | 65,5   | 65,5       | 63,6   | 63,6       | 59,3   | 59,3       | 65,9   | 65,9       |

### Bürgermeister
Nach der hessischen Kommunalverfassung wird der Bürgermeister für eine sechsjährige Amtszeit gewählt, seit dem Jahr 1993 in einer Direktwahl, und ist Vorsitzender des Gemeindevorstands, dem in der Gemeinde Jossgrund neben dem Bürgermeister ehrenamtlich ein Erster Beigeordneter und sieben weitere Beigeordnete angehören. Bürgermeister ist seit dem 1. Juli 2023 Victor Röder (SPD). Er wurde als Nachfolger von Rainer Schreiber (SPD), der nach drei Amtszeiten nicht wieder kandidiert hatte, am 29. Januar 2023 im ersten Wahlgang bei 67,85 Prozent Wahlbeteiligung mit 60,09 Prozent der Stimmen gewählt.
Amtszeiten der Bürgermeister
- 2023–2029 Victor Röder (SPD)[10]
- 2005–2023 Rainer Schreiber (SPD)[11]
- 1993–2005 Robert Ruppel (CDU)[14]

### Wappen

Wappen Jossgrund

Blasonierung: „In Rot mit silberner Linksflanke, darin ein schwarzer Specht mit roter Kopfplatte am Spalt, ein sechsspeichiges silbernes Wagenrad, aus dessen Oberrand wachsend vier silberne Eichenblätter, die beiden mittleren an längeren Stielen.“
Die Eichenblätter und der Schwarzspecht weisen auf den Spessart hin, zu dem die Gemeinde Jossgrund gehört, außerdem stehen die vier Eichenblätter für die vier Ortsteile der Gemeinde. Das Rad (Mainzer Rad) ist die Versinnbildlichung der ehemaligen Zugehörigkeit zu Kurmainz. Rot und Weiß sind die Landesfarben des Landes Hessen.
Die Genehmigung für das Wappen der Gemeinde Jossgrund wurde auf ihren Antrag vom 6. Januar 1976 am 27. Februar 1976 durch die Landesregierung erteilt.

## Wirtschaft und Infrastruktur

### Verkehrsanbindung und Tourismus

#### Bahn
Jossgrund gehört zum Rhein-Main-Verkehrsverbund. Die nächstgelegenen Bahnhöfe sind Wächtersbach und Bad Soden-Salmünster an der Kinzigtalbahn Fulda–Hanau(–Frankfurt) sowie Mittelsinn an der Strecke Fulda–Gemünden (Main), jeweils 12 bis 20 Kilometer entfernt. Beide Strecken werden von der DB Regio AG bedient.

#### Straße
Die Bundesstraße 276 verläuft etwa 5 bis 15 Kilometer südlich der Ortschaften. Der nächste Autobahnanschluss ist die 12 bis 16 Kilometer entfernte Anschlussstelle Bad Orb/Wächtersbach an der Bundesautobahn 66 in nordwestlicher Richtung bzw. in 15 bis 19 Kilometer entfernte Anschlussstelle Bad Soden-Salmünster/Jossgrund an der Bundesautobahn 66 in nordöstlicher Richtung.
Durch die Ortsteile Pfaffenhausen und Lettgenbrunn verläuft die Deutsche Ferienroute Alpen–Ostsee (DFAO), die von Berchtesgaden (Königssee) nach Puttgarden auf Fehmarn führt. Sie ist mit 1738 km die längste der in Deutschland ausgeschilderten Touristenrouten. Durch Lettgenbrunn führt außerdem die Spessart-Höhenstraße. Über die Gemarkungen von Pfaffenhausen und Lettgenbrunn führt schließlich der historische Eselsweg.

### Nahverkehr
Ganzjährig verkehren die Buslinien 82 und 83, der Kreisverkehrsgesellschaft Main-Kinzig (KVG) und schaffen öffentliche Verkehrsanschlüsse zu allen Ortsteilen der Gemeinde Jossgrund, den Nachbargemeinden und an die Kinzigtalbahn (Hessen) am Bahnhof Wächtersbach. Es gilt der Tarif des Rhein-Main-Verkehrsverbundes. Die Strecke führt von und nach Wächtersbach und ab Bad Orb entweder Richtung Lettgenbrunn oder über Burgjoß durch alle Ortsteile und zurück über Aufenau nach Wächtersbach.

### Medien
An Tageszeitungen gibt es die Gelnhäuser Neue Zeitung. Das Jossgründer Blättche ist ein monatlich erscheinendes Anzeigenblatt, das auch zum Download bereitsteht.

### Bildung

#### Kindergärten – Kita
Die Gemeinde Jossgrund verfügt über mehrere Kindergärten:
- Den Gemeinde-Kindergarten Lettgenbrunn mit 20 Plätzen, davon fünf für Krippen- und 15 für Kindergartenkinder. Die Betreuung erfolgt in einer altersstufenübergreifenden Gruppe[17].
- In Oberndorf eine ganztags Kindertagesstätte „Unterm Regenbogen“[18] mit 50 Plätzen, in zwei Gruppen. Sie bietet den Kindern Mittagessen, aus eigener Küche an. Es gibt auch eine U3-Betreuung.
- In der ehemaligen Volksschule in Pfaffenhausen einen dreigruppigen Kindergarten.

#### Schulen
In Oberndorf befindet sich mit der Jossatal-Schule, eine Grundschule. Weitere allgemeinbildende Schulen gibt es in Bad Orb (Haupt- (Martinus-Schule) und Kreisrealschule), in Gelnhausen das Grimmelshausen-Gymnasium, in Wächtersbach eine kooperative Gesamtschule (Friedrich-August-Genth-Schule) sowie in Bad Soden-Salmünster eine integrierte Gesamtschule.

### Freiwillige Feuerwehr
In allen vier Ortsteilen der Gemeinde Jossgrund gibt es jeweils eine Ortsgruppe und einen Stützpunkt der Freiwilligen Feuerwehr.

## Kultur und Sehenswürdigkeiten

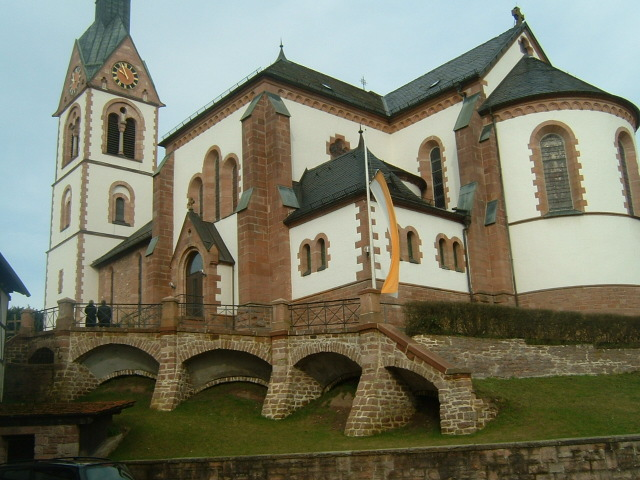
Der Dom an der Jossa (Kirche St. Martin in Oberndorf), in der Nähe befindet sich seit Ende Juli 2020 ein bekannter Brunnen

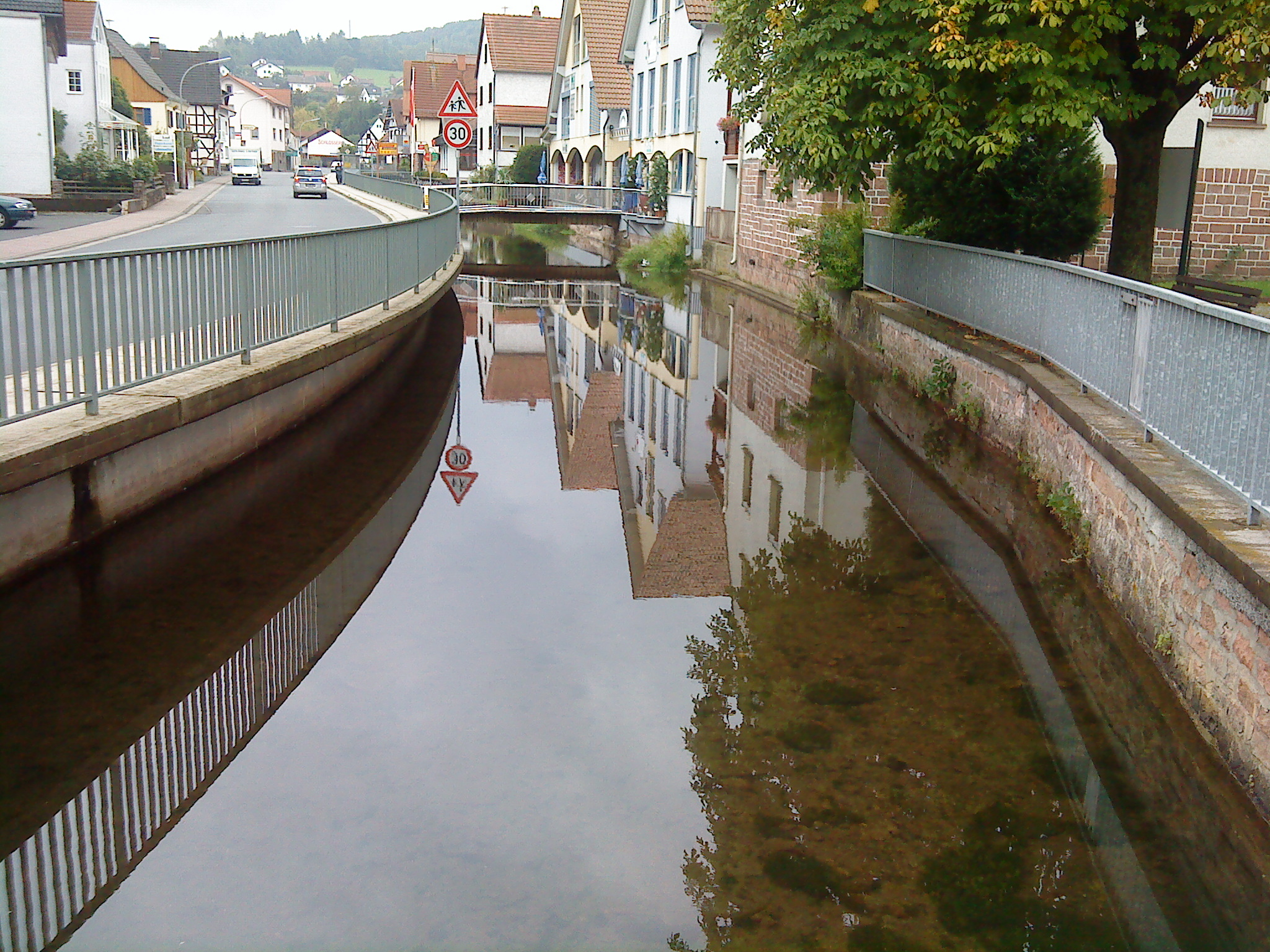
Die Jossa in Oberndorf

### Religion
In allen vier Ortsteilen gibt es katholische Kirchengemeinden; sie gehören zum Bistum Fulda. Außerdem gibt es eine evangelische Kirchengemeinde in Lettgenbrunn, die zur Landeskirche von Kurhessen-Waldeck gehört.

### Bauwerke
Neben der Kirche in Lettgenbrunn, die zwei Konfessionen unter einem Dach beheimatet, ist auch die Kirche in Oberndorf (auch „Dom an der Jossa“ genannt) sehenswert. Zwischen Lettgenbrunn und dem Weiler Villbach liegt der Beilstein. Ein Basaltkegel mit den Überresten der Burg und mitten im gleichnamigen Naturschutzgebiet mit einer einmaligen Flora. Burgjoss ist das älteste Dorf. Es wurde erstmals in einer Urkunde im Jahre 850 erwähnt. Die Wasserburg in Burgjoss der Herren von Jazaha ist heute Sitz der Forstverwaltung. In Pfaffenhausen ist an der Jossa noch ein intaktes Mühlrad zu sehen, außerdem gibt es hier Hessens größte Kneipp-Anlage mit zwei Tretbecken und einem Arm-Kneipp-Becken.
Rund um den Weiler Villbach kann man noch heute deutliche Überreste des Ersten und Zweiten Weltkrieges sehen. Neben einem gesprengten Bunker (Zweiter Weltkrieg) auf dem heutigen Golfplatz findet man in den Wäldern zahlreiche Schützengräben (Erster Weltkrieg).

### Regelmäßige Veranstaltungen und Kultur

#### Dorffeste und Kirchweih
Wichtiger Bestandteil der Kultur in Jossgrund sind die Dorffeste mit den jeweiligen Traditionen. Vor allem die von Juli bis August stattfindenden Kirchweihfeste (genannt: Kier oder Kerb) sind hier zu nennen.

#### Dialekt
Während die Ortsteile Pfaffenhausen, Oberndorf und Burgjoss einen einheimischen Dialekt sprechen, ist der erst nach dem Zweiten Weltkrieg wieder gegründete Ortsteil Lettgenbrunn weniger traditionell, da sich hier Heimatvertriebene der einst ostdeutschen Gebiete ansiedelten. Gewachsen ist der Ortsteil durch Familien aus dem Rhein-Main-Gebiet.

#### Wertholzsubmissionen
Im Forstamt Jossgrund finden regelmäßig Wertholzsubmissionen statt. Dabei bieten die „... hessischen Forstämter, aber auch private und kommunale Waldbesitzer ihre schönsten Stämme zum Verkauf an“. Die Kunden dieser Verkaufsschau kommen aus dem In- und Ausland.

### Vereine
In Jossgrund sind einige kulturelle Vereine aktiv. Dazu zählen:
- Musikverein 1964 Oberndorf
- Musikverein 1970 Burgjoss e. V.
- Gesangsverein „Sängerlust“ 1911 Oberndorf
- Kirchenchor Cäcilia Pfaffenhausen
- Gesangsverein „Heimatklang“ Burgjoss
- NCO Narrenclub Oberndorf
- INKOGNITO Theatergruppe Oberndorf 1990 e. V.
- Volkstanzgruppe „Die fidelen Jossataler“
- Geschichtsverein Jossgrund

## Freizeit, Sport und Touristik

### Golfplatz

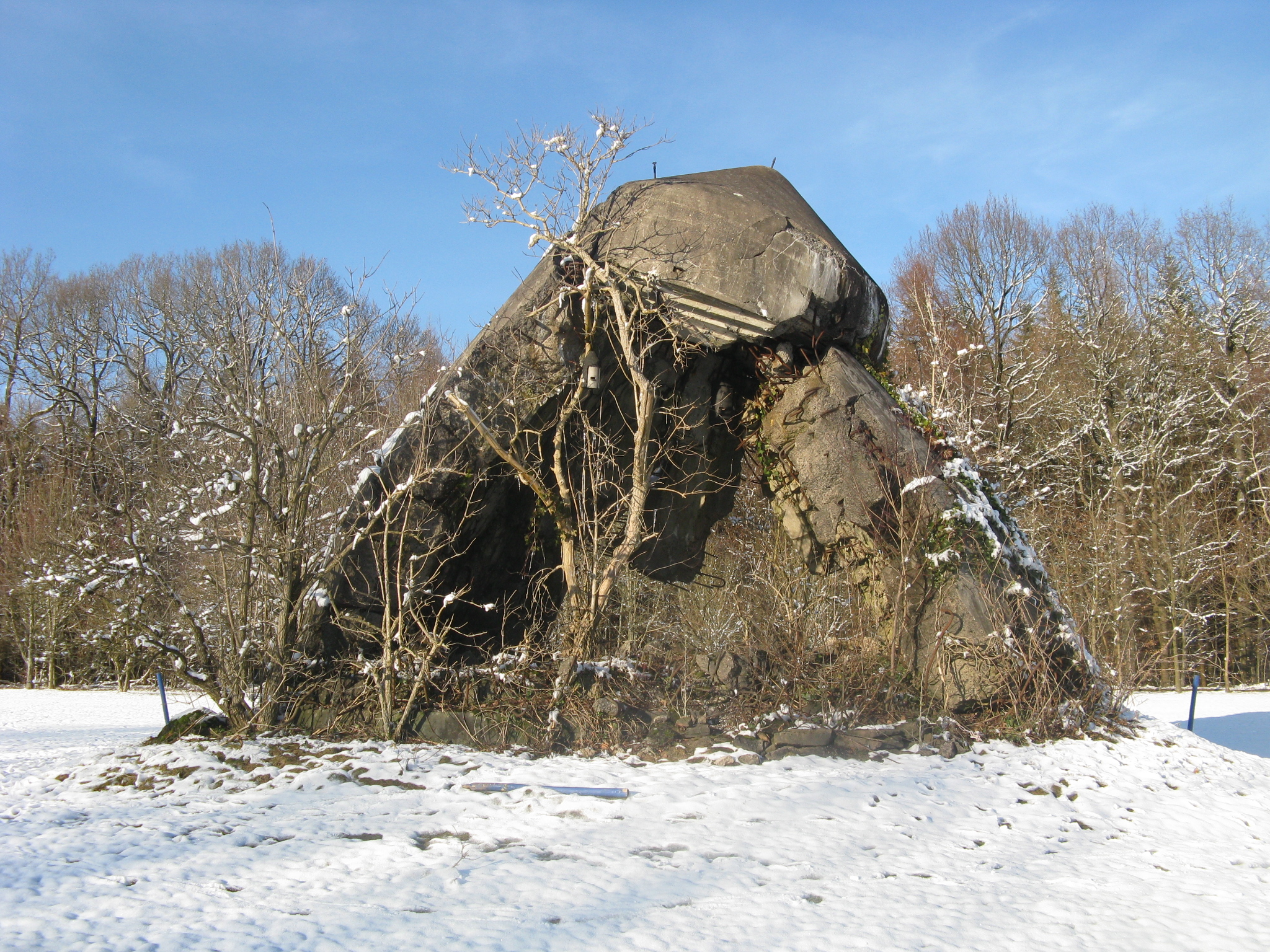
Gesprengter Bunkerturm an Loch 2 des Golfplatzes Bad Orb/Jossgrund

Der 18-Loch-Golfplatz Bad Orb/Jossgrund mit angegliedertem Clubhaus und Hotel befindet sich auf einer Anhöhe bei dem Weiler Villbach. Ein Turm des gesprengten ehemaligen Beobachtungsbunkers steht noch als Relikt und Mahnmal des Bombenabwurfplatzes an Loch 2.

### Jossaquelle und Minigolf

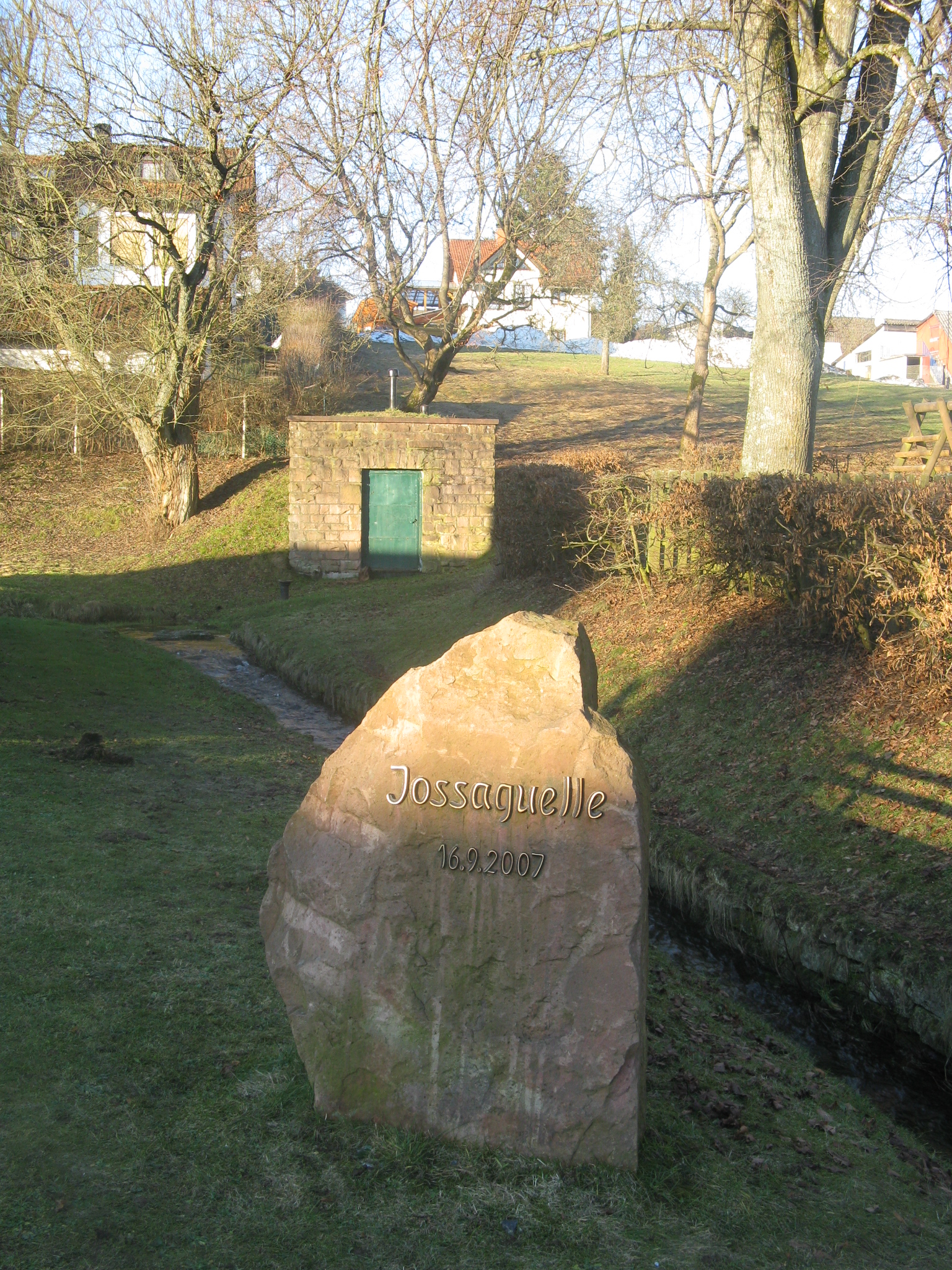
Die Jossaquelle

Am Minigolf-Platz gegenüber der Kirche in Lettgenbrunn macht ein Stein mit der Datierung 16. September 2007 auf die hier austretende Jossaquelle aufmerksam. Der Quellbach vereinigt sich noch an Ort und Stelle mit dem kräftigeren Villbach, den man deshalb fälschlicherweise leicht für den Oberlauf der Jossa halten könnte. An der Jossaquelle stand noch in den 1950er Jahren eine Handpumpe zur Wasserversorgung der jungen Siedler nach dem dritten Wiederaufbau.
Auch in Burgjoss ist eine Minigolfanlage in Betrieb.

### Wandern und Radwandern

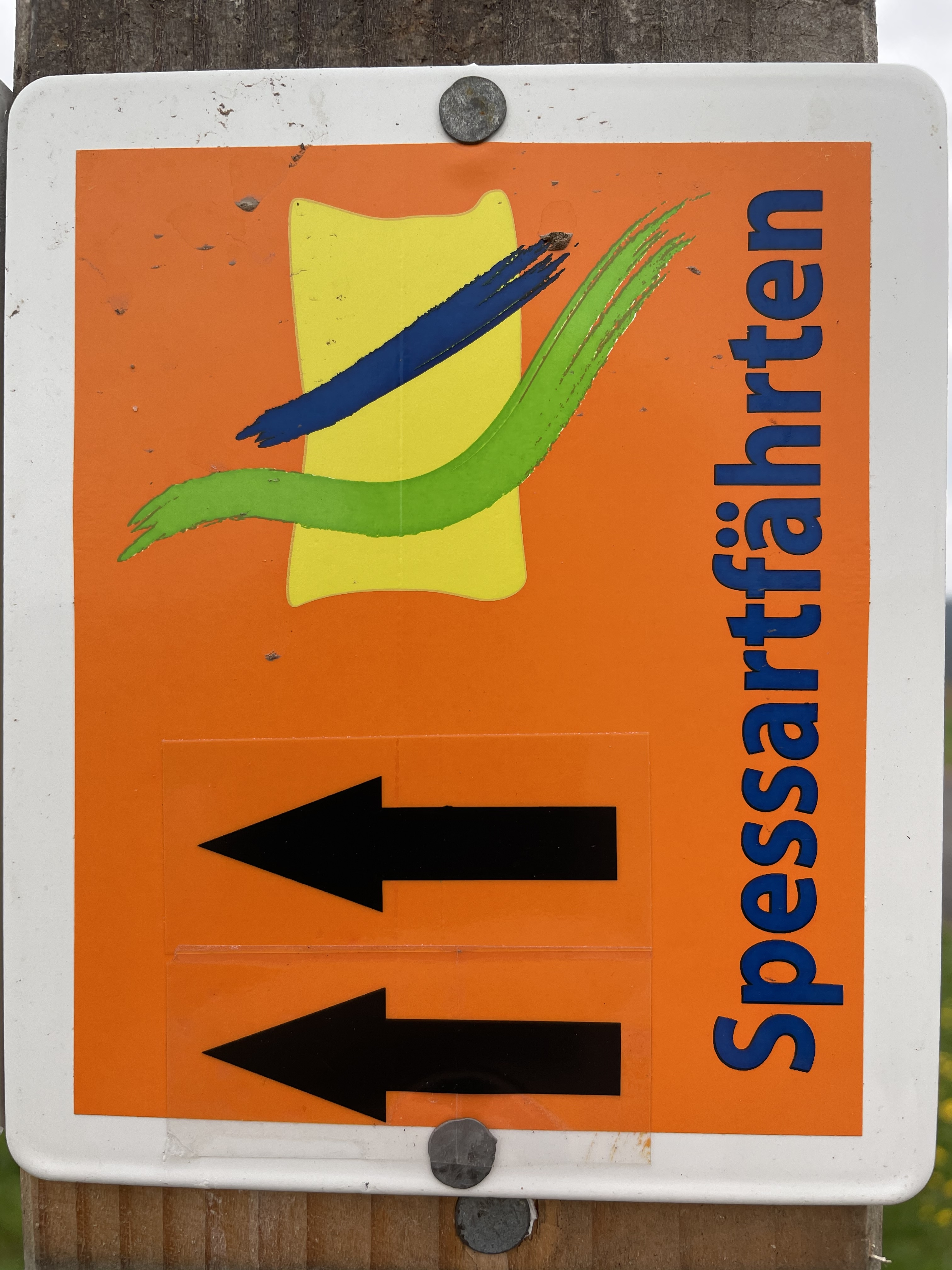
Logo der Spessartfährten

- Die beiden Fernwanderwege durch den Spessart, die Birkenhainer Straße und der Eselsweg, führen durch die Gemarkung Jossgrund.
- Der Alte Bahndamm in Lettgenbrunn ist entstanden vor und im Ersten Weltkrieg. Die damals dort betriebene Kleinbahn diente der Versorgung des Truppenübungsplatzes. Der heute noch übrig gebliebene Damm ist ein bequemer Wanderweg, in sehr ansprechender und abwechslungsreicher, parkartiger Landschaft.
- Der Europäische Kulturradweg Perlen der Jossa.  Im Jossgrund war im Mittelalter die Flussperlmuschel verbreitet, deren Perlen jedoch, wegen unzureichender Qualität nicht genutzt wurden. Der ca. 33 km langen Radwanderweg führt durch den gesamten Jossgrund, von der Quelle bis zur Mündung der Jossa in die Sinn und darüber hinaus noch bis Emmerichsthal. Er wurde zur Förderung des Tourismus im Spessart durch das „Archäologische Spessartprojekt“ angelegt, und mit 12 Infotafeln ausgestattet. Sie geben Hinweise zur Natur, wie zu kulturellen Spuren in dieser Region. Dazu zählen: Die Burgruine Beilstein, der Burgwiesenpark mit Kneippanlage und Minigolfanlage in Burgjoß, das historische Wasserwerk in Mernes, eine Spessarttöpferei in Marjoß und eine Glashütte in Emmerichsthal[22]. Die Trasse deckt sich im Tal der Jossa mit der Hessischen Apfelwein- und Obstwiesenroute.
- Auch der neue, 60 km lange Fernwanderweg Spessartweg 3 führt im Bereich von Lettgenbrunn durch die Gemarkung. Der Premiumweg beginnt am Bahnhof Bad Soden-Salmünster, geht quer durch den Spessart und führt schließlich nach Heigenbrücken im bayerischen Hochspessart. Dort besteht Anschluss, über den Spessartweg 2, bis zum Main. Mit dem Siegel „Qualitätsweg Wanderbares Deutschland“ des Deutschen Wanderverbands ausgezeichnet, ist der Spessartweg 3 reich an Kultur- und Natursehenswürdigem (Ruine Beilstein, Eselsweg, Wiesbüttmoor, Aubachtal, Habichsthal, Aubachseen, Heigenbrücken mit Wildpark, Kletterwald und Naturschwimmbad). Start- und Zielpunkt des Spessartweges 3 sind jeweils mit der Bahn erreichbar. Auf dem Weg von der Kinzig in den Hochspessart sind insgesamt 1.500 Höhenmeter zu überwinden. Der höchste Punkt liegt bei 520 m über NHN[23].
- In der Gemeinde Jossgrund liegen auch zwei „Spessartfährten“: die Junge Jossa Lettgenbrunn und die Jossgrund Runde. Es sind zwei von neun Rundwanderwegen dieser Art,[24][25] die längs des Spessartbogens konzipiert wurden. Als Tagestouren angelegt, erlauben sie einen vertieften Einblick in die Spessartlandschaft. Während die Junge Jossa Lettgenbrunn mit 12 km einen großen Kreis zieht, auf dem auch Lettgenbrunn und Pfaffenhausen liegen, umfasst die Jossgrund Runde, bei 11 km Länge, die Ortsteile Burgjoß und Oberndorf und ihre jeweiligen Umgebungen. Beide Wege werden als leicht eingestuft.

### Sportvereine
In allen vier Ortsteilen gibt es Fußballvereine mit jeweils eigenen Fußballplätzen. Außerdem gibt es den Tennisclub Oberndorf und den Golf-Club in Lettgenbrunn. Des Weiteren gibt es in Oberndorf auch noch den Tischtennisverein TTC Oberndorf.

### Wintersport
In Oberndorf befindet sich ein kleiner Wintersportbereich mit Skilift. Sowohl in Oberndorf wie in Lettgenbrunn, dem schneereichsten Ort der Gemeinde, werden im Winter Langlaufloipen gespurt.

## Persönlichkeiten

### Ehrenbürger
- Georg Hartmann (1870–1954), Unternehmer und Vorsitzender des Freien Deutschen Hochstiftes, auch Ehrenbürger von Frankfurt am Main. Er lebte lange Zeit (von 1930 bis 1954[26]) in der ehemaligen Schäferei (heute Café und Spessart-Informationszentrum) in Burgjoß. Er ist Namenspatron einer nach ihm benannten Straße in Burgjoß.

### Töchter und Söhne der Gemeinde
- Johannes Rützel (* um 1912–1992), geboren in Pfaffenhausen, katholischer Geistlicher, Monsignore; 1937 in Fulda zum Priester geweiht. 1938–1952 war er Kaplan in Bad Orb, danach Pfarrer in Marburg. Dort gründete er die Pfarrei St. Peter und Paul. 1989 verlegte er das „Chroniklesebuch Jossgrund“, das später wieder aufgelegt wurde.
- Faxe M. Müller (* Burgjoß 1963), seit 1984 Bildhauer im Berufsverband bildender Künstler; schafft „figurative Skulpturen in Holz, Stein, Metall und in Gusstechnik“; Teilnahme an regionalen und überregionalen Wettbewerben[27].

### Mit dem Jossgrund verbundene Persönlichkeiten
- Johann Karl Deufert (1838–1916), Pfarrer, Dechant in Oberndorf; als Ortsschulinspektor in Oberndorf baute er „in Oberndorf ein stattliches modernes Schulhaus“; unter großen Schwierigkeiten setzte er sich für einen Ersatz des „armseligen Kirchleins“ von Oberndorf ein. Nach und nach wurde unter seiner Regie das heutige Gotteshaus errichtet[28].
- Oscar Haseneier, (1875–1929), katholischer Geistlicher von Oberndorf (1917–1924), baute 1920/1921 mit Spendengeldern die Pfarrkirche von Pfaffenhausen auf[29], war auch Autor der romantischen Schauspiele: „Der Madstein“ und „Peter von Orb“ (1924)[30]
- Alf Bayrle (1900–1982), Maler und Bildhauer, lebte und wirkte zeitweise in Oberndorf
- Thomas Bayrle (* 1937), deutscher Objektkünstler, Maler, Grafiker und Videokünstler; lebte als Kind und Jugendlicher in Oberndorf
- Alfred Ehrhardt (1901–1984), deutscher Fotograf und Dokumentarfilmer. Er lebte, nach dem Krieg, eine Zeit lang in Burgjoß.
- Ingrid Sonntag-Ramirez Ponce (INK; * 1966), deutsche Zeichnerin, Malerin und Projektkünstlerin; sie ist auch Jurorin diverser Kunst- und Kulturpreise. INK lebt und arbeitet in Oberndorf.